# Amphilochus brunneus
Amphilochus brunneus är en kräftdjursart. Amphilochus brunneus ingår i släktet Amphilochus och familjen Amphilochidae. Inga underarter finns listade i Catalogue of Life.